# Калашников, Иван Тимофеевич
Ива́н Тимофе́евич Кала́шников (22 октября [2 ноября] 1797, Иркутск — 8 [20] сентября 1863, Санкт-Петербург) — русский писатель, поэт, тайный советник.

## Биография
Отец — Тимофей Петрович Калашников — автор записок «Жизнь незнаменитого Тимофея Петровича Калашникова, простым слогом писанная с 1762 по 1794 год» («Русский архив». Москва, 1904 год). В 1775 году отца перевели из Нерчинска в Верхнеудинск (ныне Улан-Удэ) — в Верхнеудинскую провинциальную канцелярию. В 1779 году Тимофей Петрович купил дом, и 11 октября женился на местной жительнице — Анне Григорьевне. В 1780 году у них родилась дочь Евдокия, а в 1782 году — Авдотья. В 1783 году семья выехала в Иркутск, где и родился Иван Тимофеевич Калашников.
Окончил Иркутскую губернскую гимназию и с 1813 года служил подканцеляристом Иркутской казённой экспедиции. В 1819 году генерал-губернатором Сибири был назначен М. М. Сперанский, который повысил в должности Калашникова и поручил ему «…историческое и статистическое описание поселений Иркутской губернии».
В 1822 году Калашникова перевели на службу в Тобольск, а в 1823 году — в Санкт-Петербург на должность столоначальника в Министерстве внутренних дел. В 1827 году Калашников — начальник I-го отделения в департаменте уделов, в 1830 году — правитель канцелярии медицинского департамента. Затем он был директором канцелярии председателя комитета государственного коннозаводства.
С 26 апреля 1844 года — действительный статский советник. В 1859 году в чине тайного советника вышел в отставку.

## Литературная деятельность
В печати дебютировал в 1817 году с краеведческими очерками об Иркутске и Иркутской губернии. Публиковал стихи в журнале «Сын Отечества», начиная с 1829. Известен как автор романов, представлявших одну из первых попыток изображения провинциальной жизни: «Дочь купца Жолобова» (из иркутских преданий, Санкт-Петербург, 1832 и 1842; переведён на немецкий язык) и «Камчадалка» (Санкт-Петербург, 1833 и 1842). Автор повестей «Изгнанники» (СПб.: А. Ф. Фариков, 1834), «Жизнь крестьянки» («Библиотека для чтения», 1835), романа о злоключениях бедного добродетельного чиновника «Автомат» (СПб.: тип. А. Иогансона, 1841), мемуаров «Записки иркутского жителя» (впервые изданы в журнале «Русская старина» в 1905 году).

## Семья
Сын Ивана Калашникова Пётр Иванович Калашников (1828—1897) был автором и переводчиком оперных либретто.